# 3268 De Sanctis
3268 De Sanctis је астероид главног астероидног појаса чија средња удаљеност од Сунца износи 2,347 астрономских јединица (АЈ).
Апсолутна магнитуда астероида је 13,4.